# 幽魂奇恋
《幽魂奇恋》是1992年由邱丽莉执导的中国武侠电影。黄国强，董晓燕主演。

## 概要
吉润县的边缘山区有一座客店叫“世缘客店”，虽然地处荒郊野岭，但处交通要道，却也生意兴隆。可是近来出现了一个名为李元甫的大盗，杀人越货，闹得人心惶惶。中州府的捕吏齐天远奉命前来缉拿李元甫，可店伙计曾屏和张珍不欢迎他住店。夜半，齐天远在后院遥见一白衣女子的身影，在后院得到该女子提示：留神后院。后院内，发现了尸身。天远所见女子正是已死的梅英姑娘的鬼魂。深夜，女子在齐天远的房中现身,女子天真的笑声与清醇的美貌令齐一见倾心.....天明，店主李应禀报店里黄夫人和丈夫昨晚去后院后再也没回来。齐天远带人挖开后院山石，见黄夫人丈夫尸身赫然在内。凶案不断，在店主李应的谗言下齐天远怀疑是他曾见的白衣女--已死的梅英姑娘鬼魂所为。梅英现身否认，说她是找杀她的李元甫复仇。夜里，齐天远跟踪一黑衣人，传说中的李元甫正是如此装束,天远与传说中的李交手，而同一时间，其他地方再次发生李杀人事件。天远在县尉的指点下开始接近事实的真相，店住李应企图嫁祸冤死的梅英姑娘,并请妖道来店欲致其灰飞烟灭,在万分紧要关头,天远答救了梅英,梅英也在办案过程中多次暗中相助天远。最后，天远终于除掉了李应、曾屏、张珍三个冒名恶贼...等待十八年,一见钟情的一对男女主人翁也终于也有情人终成眷属。

## 演员表
- 黄国强 饰 齐天远
- 董晓燕 饰 梅英
- 徐小健 饰 李应
- 万琼 饰 黄夫人
- 王志刚 饰 吴云
- 张子江 饰 彩燕子
- 林振国 饰 曾平
- 关顺田 饰 张珍
- 洪昭发 饰 梁玉恩
- 熊瑾瑜 饰 巫师
- 苏通 饰 县尉
- 解梅精 饰 老樵夫

### 參加演出
- 于永刚
- 陈立新
- 曹靳一
- 祝天友
- 马铁军
- 徐杰
- 杨玉林
- 张蓉
- 李春华
- 张来福
- 蒋全
- 王进福
- 石淼
- 陈静
- 蔡薇
- 邓小华
- 欧亚
- 湛慧琴
- 孙书存
- 廖建恒

## 职员表
- 编剧：张冀萍
- 摄影：赵鹏，汝水仁，聂占军
- 美术：陈晓霞，廖建恒
- 录音：王韵华
- 作曲：唐建平
- 责任编辑：兼颖
- 剪辑：刘氢，刘芳
- 武打设计：高振和
- 化投：关军，张蓉
- 服装：杨玉林，张德仲
- 道具：祝天友，刘小刚
- 照明：秦效军，张来福
- 置景：蒋全，何荣察，怀湘
- 烟火：徐杰
- 拟音：杨来祥
- 演秦：金岛影视公司艺术团

- 歌词：阎肃
- 演唱：杭天琪

- 副导演：萌萌，萧锋
- 制片：李琦，苏通，李春华
- 制片主任：萧朗
- 导演：邱丽莉
- 感谢：友通银行北京公行，长沙市南郊公园
- 协助拍摄：中国电影发行放映公司，海南金岛影视公司
- 摄制·出品：潇湘电影制片厂